# اچ‌ام‌ای‌اس کانبرا (دی۳۳)
اچ‌ام‌ای‌اس کانبرا (دی۳۳) (به انگلیسی: HMAS Canberra (D33)) یک کشتی بود که طول آن ۵۹۰ فوت (۱۸۰ متر) بود. این کشتی در سال ۱۹۲۷ ساخته شد.